# Lacul Fundeni
Lacul Fundeni este un lac antropic amenajat pe râul Colentina, în București, sectorul 2. 
Are o suprafață de 35 ha, lungime de 2,1 km, lățime între 200-800 m, adâncime între 1-5 m și un volum de 0,8 milioane m³.
Insula din lacul Fundeni are o suprafață de 3,16 ha.
În amonte, spre vest, se află Lacul Colentina, iar în aval, spre est, se află Lacul Dobroești.

## Calitatea apei
În urma analizelor apei efectuate de Administrația Națională Apele Romane (A.N.A.R.) și a Administrația Lacuri, Parcuri și Agrement București (A.L.P.A.B.), s-au constatat următoarele:

Lacul Fundeni depășește ușor limita maximă admisă pentru pH, ajungând la valoarea de 8,7. Metalele grele se încadrează în mare parte în limitele impuse de normative însă cadmiul depășește izolat ajungând la valoarea de 10,22 μg/l.